# Mörttjärnen (Järna socken, Dalarna, 670021-140725)
Mörttjärnen är en sjö i Vansbro kommun i Dalarna och ingår i Dalälvens huvudavrinningsområde. Sjön har en area på 0,184 kvadratkilometer och ligger 310,3 meter över havet. Sjön avvattnas av vattendraget Mörttjärnsbäcken.

## Delavrinningsområde
Mörttjärnen ingår i det delavrinningsområde (670157-140660) som SMHI kallar för Mynnar i Östervakern. Medelhöjden är 361 meter över havet och ytan är 10,2 kvadratkilometer. Det finns inga avrinningsområden uppströms utan avrinningsområdet är högsta punkten. Mörttjärnsbäcken som avvattnar avrinningsområdet har biflödesordning 4, vilket innebär att vattnet flödar genom totalt 4 vattendrag innan det når havet efter 340 kilometer. Avrinningsområdet består mestadels av skog (80 procent) och sankmarker (13 procent). Avrinningsområdet har 0,18 kvadratkilometer vattenytor vilket ger det en sjöprocent på 1,8 procent.